# JS Hakuryū (SS-503)
JS Hakuryū (SS-503) (tiếng Nhật: はくりゅう) là một tàu ngầm tấn công và là chiếc thứ ba thuộc lớp tàu ngầm Sōryū của Lực lượng Phòng vệ Biển Nhật Bản (JMSDF). Nó được đưa vào biên chế ngày 14 tháng 3 năm 2011.

## Thiết kế và chế tạo
Hakuryū được đặt lườn tại Xưởng đóng tàu Kobe của Mitsubishi Heavy Industries vào ngày 6 tháng 2 năm 2007 với tên gọi "tàu ngầm 2900 tấn No. 8118" thuộc kế hoạch năm 2006, dựa trên kế hoạch phát triển khả năng quốc phòng trung hạn. Tại buổi lễ hạ thủy, con tàu được đặt tên là Hakuryū và hạ thủy vào ngày 16 tháng 10 năm 2009. Con tàu được đưa vào biên chế ngày 14 tháng 3 năm 2011 và được triển khai đến Kure. Hakuryū thuộc Hải đoàn Tàu ngầm 5 và cảng nhà của nó là Kure.

## Lịch sử hoạt động
Ngày 15 tháng 1 năm 2013, con tàu rời Kure để tiến hành huấn luyện tại Trân Châu Cảng, Hoa Kỳ. Hakuryū quay trở lại Kure vào ngày 9 tháng 5. Sau đó Hakuryū rời Yokosuka để tiến hành huấn luyện tại Hoa Kỳ vào ngày 6 tháng 2 năm 2015 và đến Trân Châu Cảng vào ngày 26 tháng 2. Sau khi ghé thăm Guam, con tàu quay trở lại Kure vào ngày 9 tháng 5.
Từ ngày 15 tháng 3 đến ngày 28 tháng 5 năm 2016, Hakuryū tham gia một cuộc diễn tập hải quân chung với Australia tại vùng biển gần Sydney cùng với các tàu khu trục JS Asayuki và JS Umigiri. Cuộc diễn tập hải quân chung được tiến hành cùng với Hải quân Hoàng gia Úc, Không quân Hoàng gia Úc, tàu đổ bộ tấn công HMAS Adelaide, khinh hạm HMAS Ballarat và tàu tiếp liệu HMAS Success.
Từ ngày 16 tháng 1 đến ngày 14 tháng 4 năm 2018, Hakuryū tham gia khóa huấn luyện phái cử của Hoa Kỳ và tiến hành huấn luyện ngoài khơi cũng như huấn luyện sử dụng cơ sở vật chất tại khu vực quần đảo Hawaii.

## Thư viện ảnh

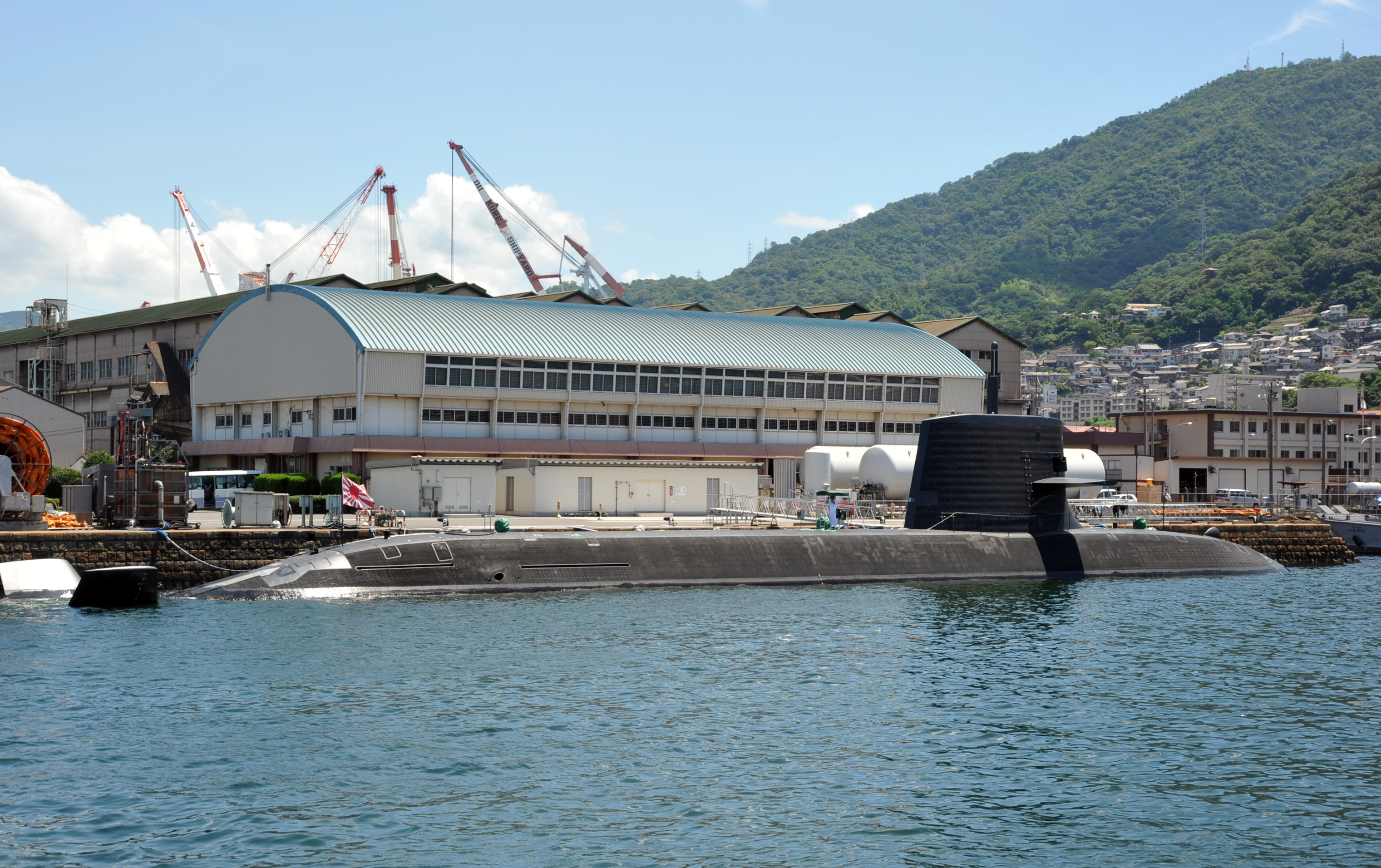
JS Hakuryū neo đậu tại cầu tàu F, Căn cứ Hải quân Kure
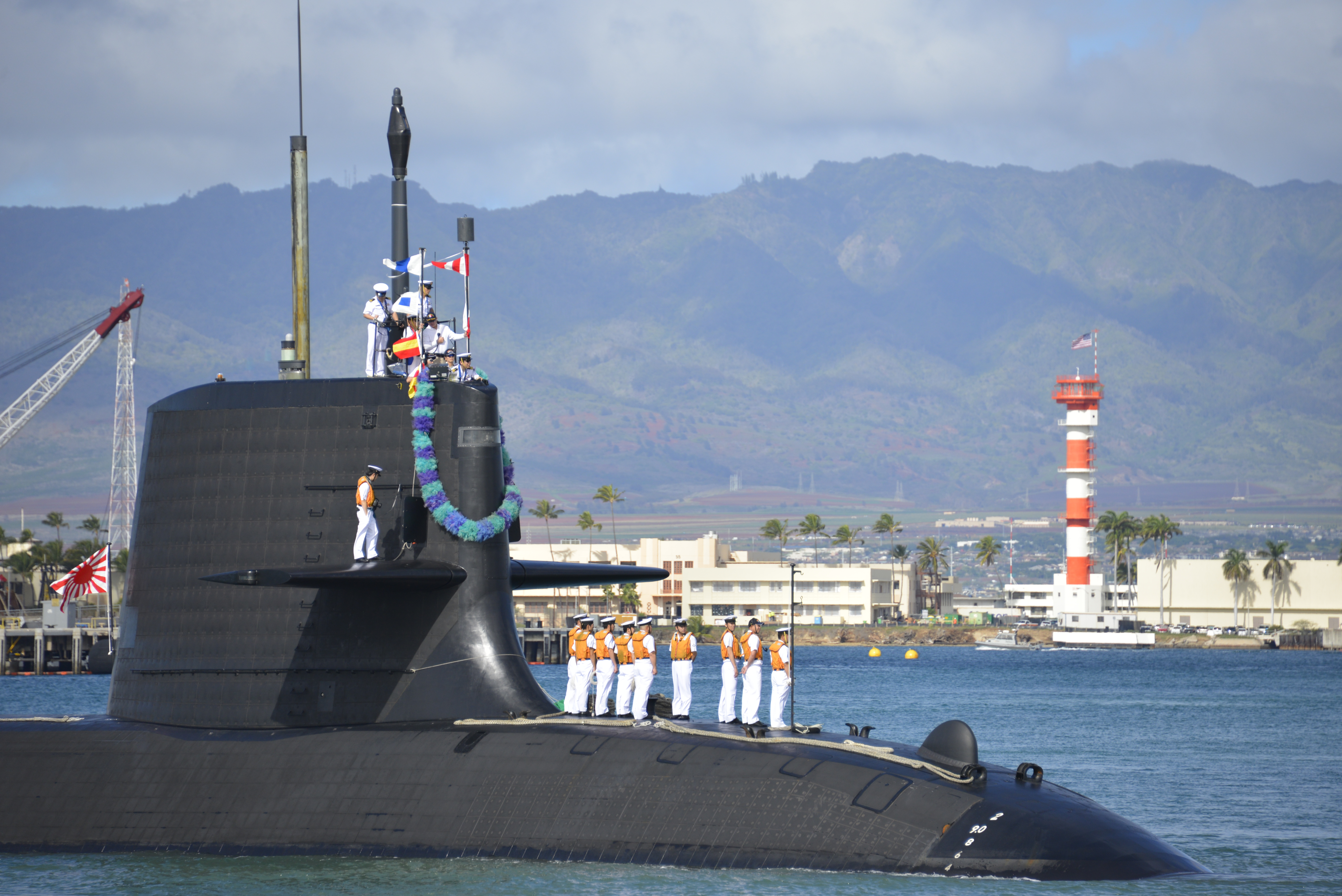
JS Hakuryū tại Trân Châu Cảng vào ngày 6 tháng 2 năm 2013
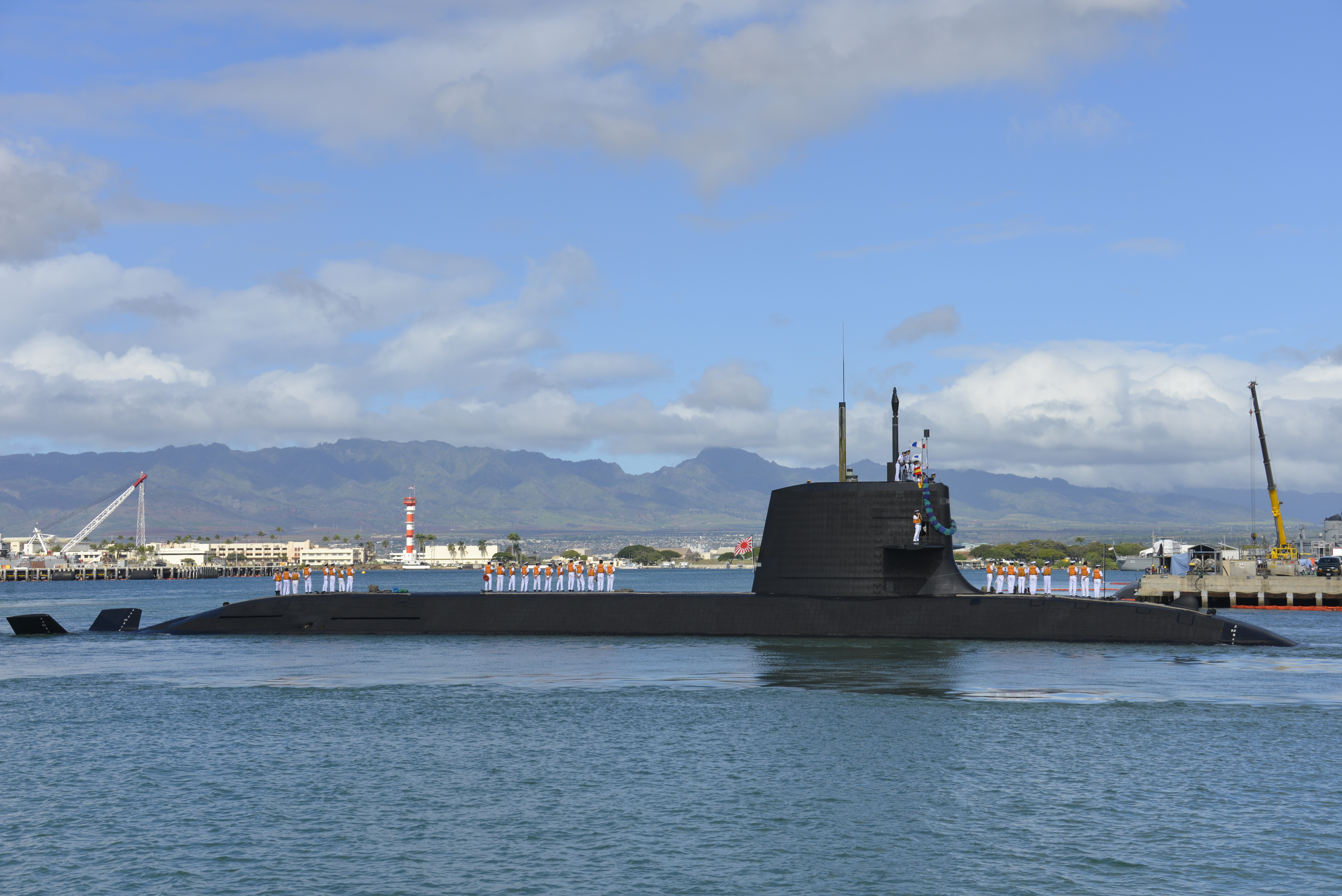
JS Hakuryū tại Trân Châu Cảng vào ngày 6 tháng 2 năm 2013
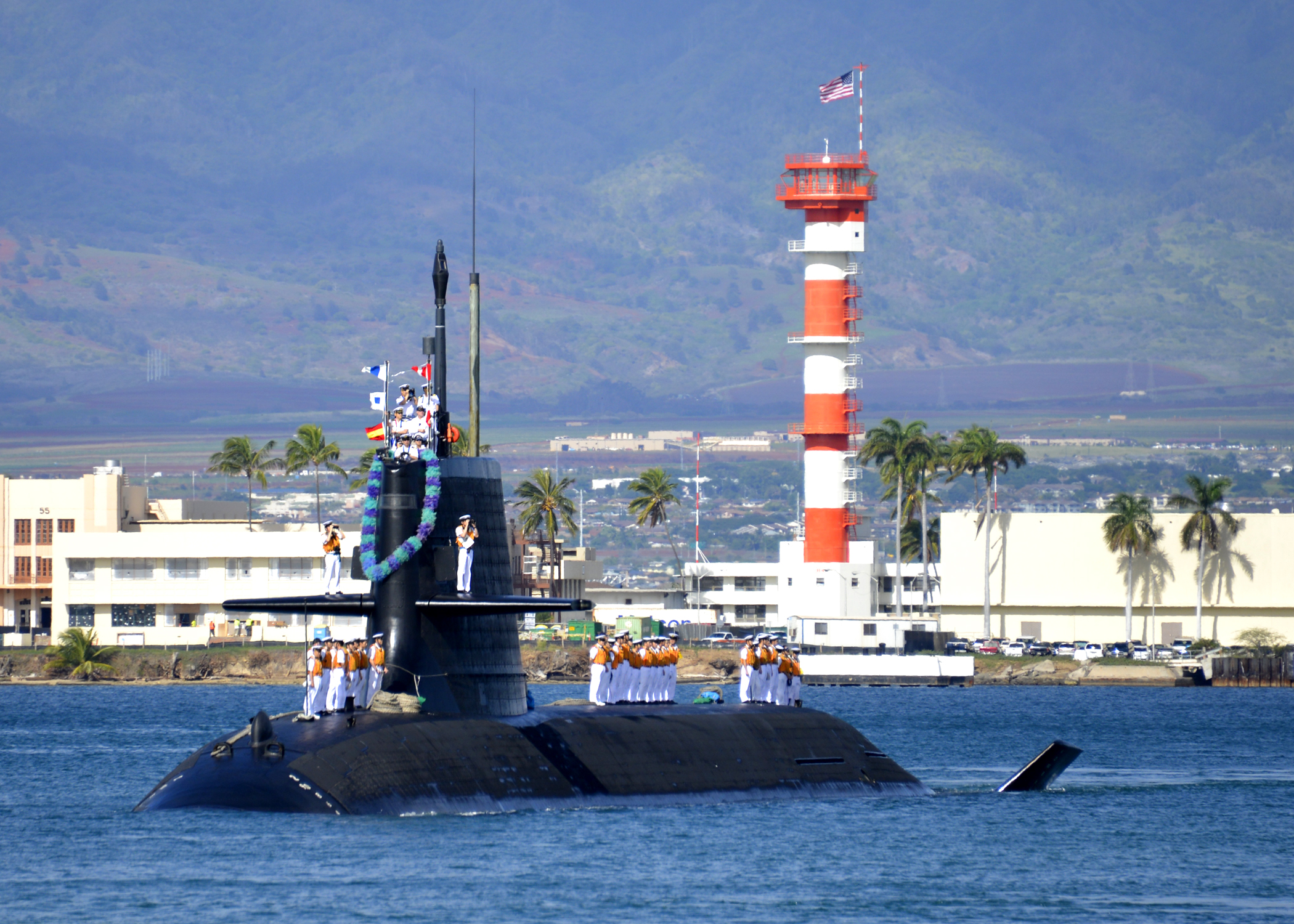
JS Hakuryū tại Trân Châu Cảng vào ngày 6 tháng 2 năm 2013
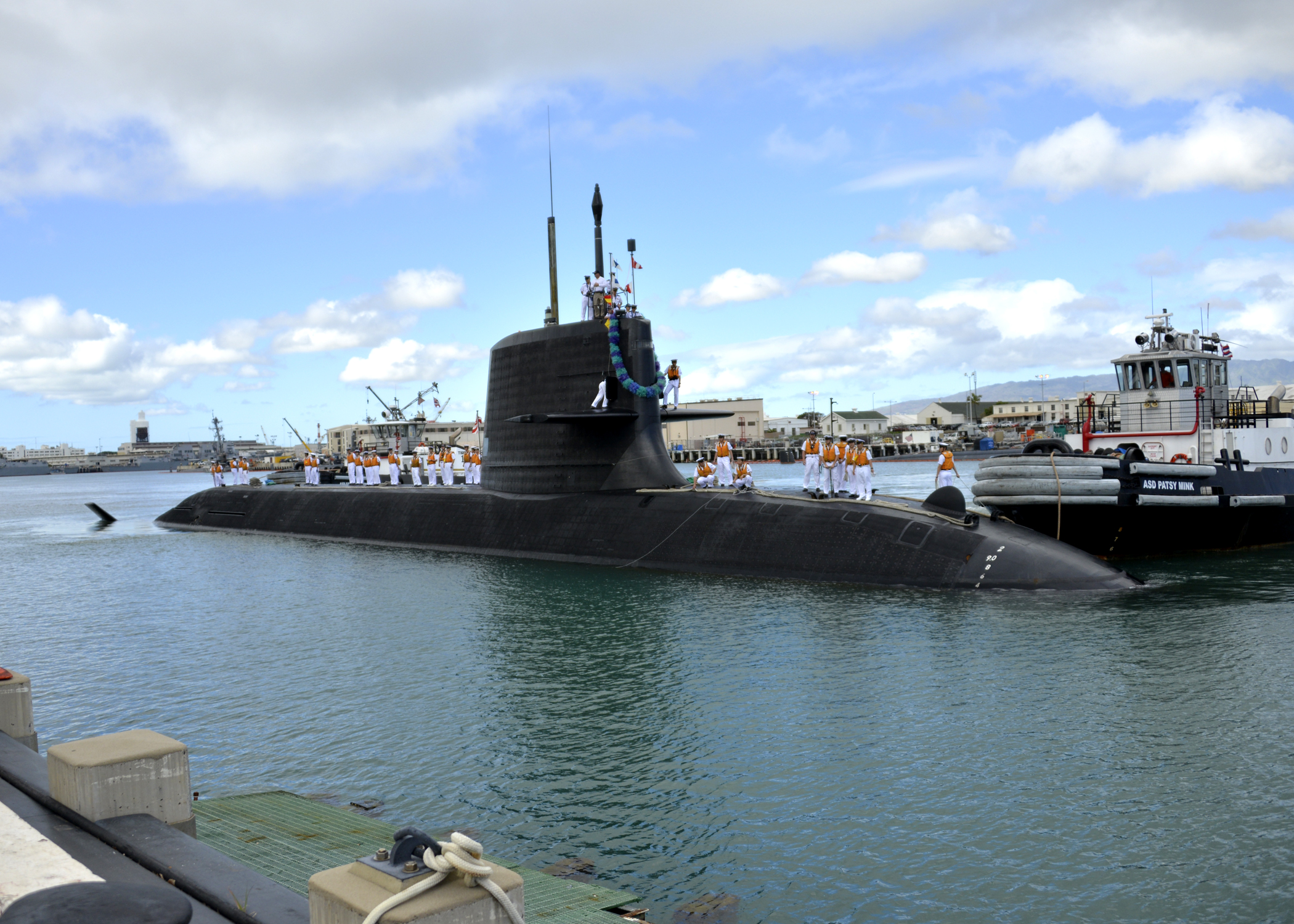
JS Hakuryū tại Trân Châu Cảng vào ngày 6 tháng 2 năm 2013
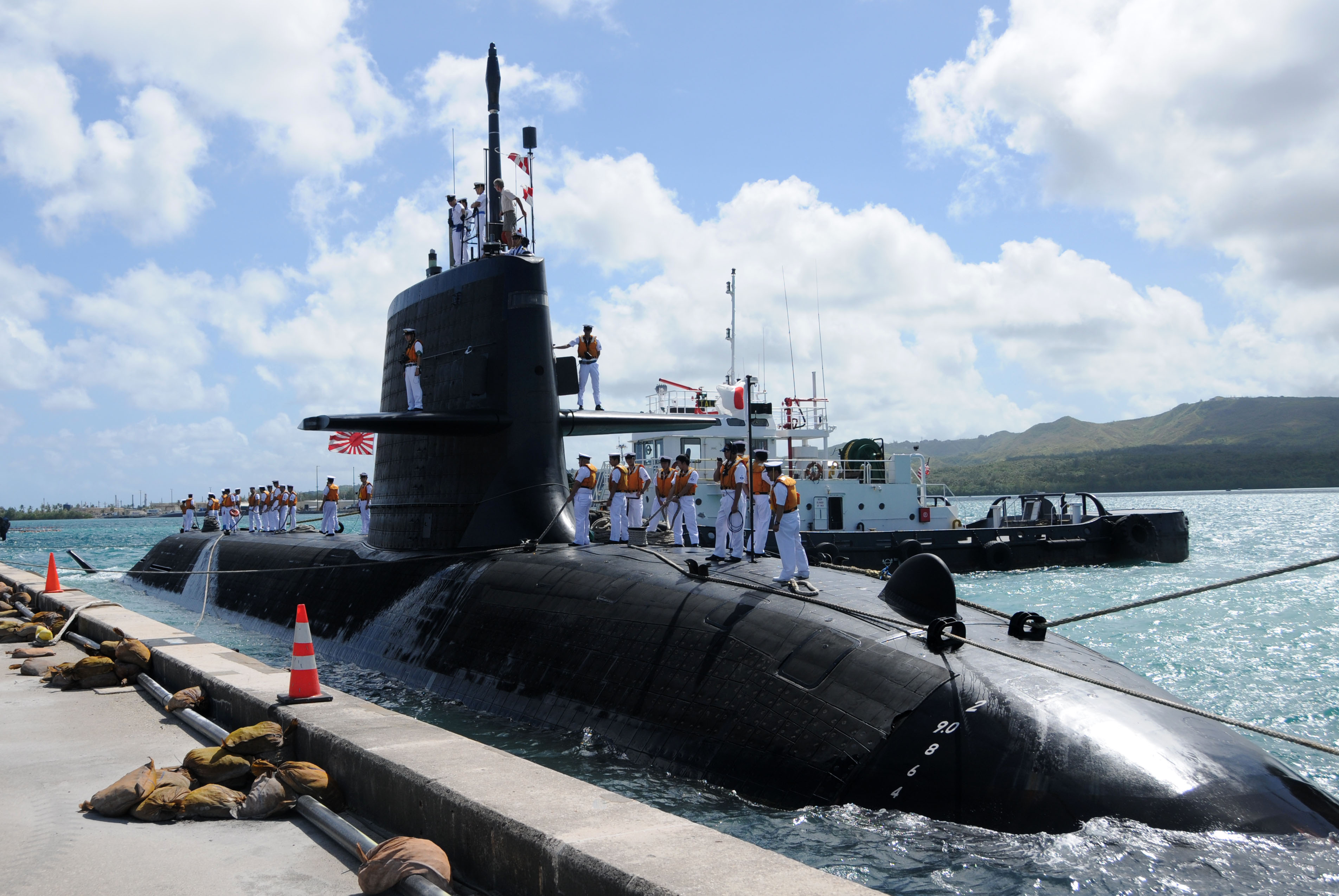
JS Hakuryū tại Guam vào ngày 12 tháng 4 năm 2013